# 熊本県道113号玉名植木線
熊本県道113号玉名植木線（くまもとけんどう113ごう たまなうえきせん）は、熊本県玉名市から熊本市北区に至る一般県道である。

## 概要
玉名市内は平坦区間、玉名市天水地区から終点までは山越えの区間となっている。

### 路線データ
- 起点：熊本県玉名市六田（熊本県道112号長洲玉名線交点）
- 終点：熊本県熊本市北区植木町滴水（熊本県道101号植木河内港線交点）

## 路線状況

### 重複区間
- 熊本県道1号熊本玉名線（玉名市伊倉北方 - 玉名市伊倉南方・伊倉南方交差点）
- 熊本県道167号肥後伊倉停車場線（玉名市伊倉南方・伊倉南方交差点 - 玉名市片諏訪）
- 熊本県道191号部田見木葉線（玉名市天水町尾田 - 玉名郡玉東町大字原倉）

## 地理

### 通過する自治体
- 玉名市
- 玉名郡玉東町
- 熊本市（北区）

### 交差する道路
| 交差する道路                                                                  | 市町村名 | 市町村名 | 交差する場所 | 交差する場所   |
| ----------------------------------------------------------------------------- | -------- | -------- | ------------ | -------------- |
| 熊本県道112号長洲玉名線                                                       | 玉名市   | 玉名市   | 六田         | 起点           |
| 熊本県道327号大浜小天線                                                       | 玉名市   | 玉名市   | 大浜町       |                |
| 熊本県道1号熊本玉名線 重複区間起点                                            | 玉名市   | 玉名市   | 伊倉北方     |                |
| 熊本県道1号熊本玉名線 重複区間終点 熊本県道167号肥後伊倉停車場線 重複区間起点 | 玉名市   | 玉名市   | 伊倉南方     | 伊倉南方交差点 |
| 熊本県道167号肥後伊倉停車場線 重複区間終点                                    | 玉名市   | 玉名市   | 片諏訪       |                |
| 熊本県道191号部田見木葉線 重複区間起点                                        | 玉名市   | 玉名市   | 天水町尾田   |                |
| 熊本県道191号部田見木葉線 重複区間終点                                        | 玉名郡   | 玉東町   | 大字原倉     |                |
| 熊本県道31号熊本田原坂線                                                      | 熊本市   | 北区     | 植木町滴水   |                |
| 国道3号 / 植木バイパス                                                        | 熊本市   | 北区     | 植木町平野   |                |
| 熊本県道101号植木河内港線                                                     | 熊本市   | 北区     | 植木町滴水   | 終点           |

- 熊本県道330号熊本山鹿自転車道線

### 交差する鉄道
- 九州新幹線
- 鹿児島本線

### 沿線
- 菊池川
- 玉名市立豊水小学校
- 熊本市立菱形小学校
- JR九州鹿児島本線 植木駅
- 熊本市立桜井小学校